# ثائر کروما
ثائر کروما (عربی: ثائر كروما) (زاده ۲ فوریه ۱۹۹۲ در حمص، سوریه) بازیکن فوتبال اهل سوریه است. ثائر کروما هافبک میانی تیم ملی فوتبال سوریه پیشتر به عضویت باشگاه فوتبال ماشین‌سازی تبریز درآمده بود و در تمرینات ابتدایی و نخستین اردوی تدارکاتی سبزجامگان فوتبال آذربایجان در تبریز و سرعین حضور یافت و مورد پسند کادرفنی ماشین سازان قرار گرفت، اما اندکی پس از افزوده شدن ستاره سرشناس فوتبال سوریه به‌شمار دیگر بازیکنان ماشین‌سازی، در پی برگزاری اردوی یازده روزه برون مرزی ماشین سازان در تفلیس، مقامات کشور گرجستان از صدور روادید به این بازیکن سوری‌تبار خودداری نمودند، به همین دلیل وی نتوانست دوشادوش دیگر بازیکنان ماشین‌سازی در شهر تفلیس مراحل تمرینات فشرده آماده‌سازی بدنی و فنی را سپری کند، از این رو سرمربی سبزجامگان فوتبال آذربایجان (رسول خطیبی) به رغم علاقه‌مندی برای بکار گرفتن ثائر کروما که به لحاظ فنی و اخلاقی مورد پذیرش کادر فنی ماشین سازان قرار گرفته بود از به‌کارگیری این بازیکن بیست و چهار ساله سوری چشم پوشی نمود.